# René Vigliani
René Vigliani est un arbitre international français de football né le 24 juillet 1929 à Arles où il est mort le 30 octobre 2022,. 
Il est arbitre de la Ligue du Sud-Est en 1959, interrégional en 1961, arbitre fédéral en 1963 et international en 1967. 
Il arbitre la finale de la Coupe de France de football 1970-1971 et de nombreux matches internationaux.